# Satyrium striatum
Satyrium striatum är en orkidéart som beskrevs av Carl Peter Thunberg. Satyrium striatum ingår i släktet Satyrium och familjen orkidéer. Inga underarter finns listade i Catalogue of Life.